# アルシエーロ
アルシエーロ（伊: Arsiero）は、イタリア共和国ヴェネト州ヴィチェンツァ県にある、人口約3,000人の基礎自治体（コムーネ）。

## 地理

### 位置・広がり

#### 隣接コムーネ
隣接するコムーネは以下の通り。
- コゴッロ・デル・チェンジョ
- ラーギ
- ラステバッセ
- ポージナ
- トネッツァ・デル・チモーネ
- ヴァルダスティコ
- ヴェーロ・ダスティコ

### 気候分類・地震分類
気候分類では、zona E, 2872 GGに分類される。
また、イタリアの地震リスク階級 (it) では、zona 3 (sismicità bassa) に分類される。